# 4590 Dimashchegolev
4590 Dimashchegolev eller 1968 OG1 är en asteroid i huvudbältet som upptäcktes den 25 juli 1968 av de båda sovjetiska astronomerna Jurij Beljaev och Gurij Pljugin på Cerro El Roble. Den är uppkallad efter astronomen Dmitrij Jevgenjevitj Sjtjegolev.